# Goniothalamus yunnanensis
Goniothalamus yunnanensis là loài thực vật có hoa thuộc họ Na. Loài này được W.T.Wang mô tả khoa học đầu tiên năm 1957.